# Lekkoatletyka na Letnich Igrzyskach Olimpijskich 1912 – skok o tyczce mężczyzn
Skok o tyczce mężczyzn był jedną z konkurencji lekkoatletycznych rozgrywanych podczas V Igrzysk Olimpijskich w Sztokholmie.
W tym czasie zawodnicy amerykańscy całkowicie dominowali nad resztą świata. Potwierdzeniem tego jest ośmiu Amerykanów na jedenastu zawodników w finale. Nie było zdecydowanego faworyta.
Rekord świata należał do Marca Wrighta. Wynosił 4,02 m i został ustanowiony na wschodnich eliminacjach olimpijskich 8 czerwca 1912 roku. 
Konkurs wygrał Harry Babcock rezultatem 3,95 metra. Srebro przyznane dwóm zawodnikom amerykańskim - Frankowi Nelsonowi i Marcowi Wrightowi, którzy zakończyli konkurencję z wynikiem 3,85 metra. Brąz przyznano trzem zawodnikom, którzy ukończyli konkurencję z wynikiem 3,80 metra. Byli to Amerykanin Frank Murphy, Kanadyjczyk William Halpenny oraz Szwed Bertil Uggla.

## Wyniki
| Miejsce | Zawodnik         | Eliminacje | Eliminacje | Eliminacje | Eliminacje | Eliminacje | Eliminacje | Eliminacje   | Finał | Finał | Finał | Finał | Finał | Finał | Finał | Finał | Finał | Pozycja |
| Miejsce | Zawodnik         | 3.00       | 3.20       | 3.40       | 3.50       | 3.60       | 3.65       | Q            | 3.40  | 3.50  | 3.60  | 3.65  | 3.75  | 3.80  | 3.85  | 3.95  | 4.06  | Pozycja |
| ------- | ---------------- | ---------- | ---------- | ---------- | ---------- | ---------- | ---------- | ------------ | ----- | ----- | ----- | ----- | ----- | ----- | ----- | ----- | ----- | ------- |
| 1       | Harry Babcock    | ---        | O          | O          | O          | O          | O          | QF           | O     | O     | O     | ---   | O     | O     | O     | O     | XXX   | 3.95    |
| 2       | Frank Nelson     | O          | ---        | O          | O          | O          | XO         | QF           | O     | O     | O     | XO    | O     | O     | XO    | XXX   | ---   | 3.85    |
| 2       | Marc Wright      | ---        | ---        | O          | O          | O          | XO         | QF           | O     | O     | O     | O     | XO    | XO    | XO    | XXX   | ---   | 3.85    |
| 3       | William Halpenny | ---        | ---        | O          | O          | O          | O          | QF           | O     | XO    | O     | O     | XO    | XO    | ---   | ---   | ---   | 3.80    |
| 3       | Frank Murphy     | ---        | O          | O          | O          | XXO        | O          | QF           | O     | O     | XO    | XO    | O     | O     | XXX   | ---   | ---   | 3.80    |
| 3       | Bertil Uggla     | O          | O          | O          | O          | O          | XO         | QF           | O     | O     | O     | O     | O     | XO    | XXX   | ---   | ---   | 3.80    |
| 7       | Samuel Bellah    | ---        | ---        | XO         | XXO        | XO         | O          | QF           | O     | O     | XO    | O     | XO    | XXX   | ---   | ---   | ---   | 3.75    |
| 8       | Frank Coyle      | ---        | ---        | O          | O          | O          | XXO        | QF           | O     | O     | XO    | XO    | XXX   | ---   | ---   | ---   | ---   | 3.65    |
| 8       | Gordon Dukes     | ---        | XXO        | O          | XXO        | O          | O          | QF           | O     | O     | O     | XXO   | XXX   | ---   | ---   | ---   | ---   | 3.65    |
| 8       | William Fritz    | ---        | O          | O          | O          | O          | O          | QF           | O     | XO    | XO    | XXO   | XXX   | ---   | ---   | ---   | ---   | 3.65    |
| 11      | Robert Pasemann  | O          | O          | O          | O          | XXO        | O          | QF           | XO    | XXX   | ---   | ---   | ---   | ---   | ---   | ---   | ---   | 3.40    |
|         |                  |            |            |            |            |            |            |              |       |       |       |       |       |       |       |       |       |         |
| 12      | Carl Hårleman    | ---        | XO         | O          | XO         | O          | XXX        |              |       |       |       |       |       |       |       |       |       | 3.60    |
| 12      | Richard Sjöberg  | O          | O          | O          | O          | XXO        | XXX        | 3.60         |       |       |       |       |       |       |       |       |       |         |
| 12      | Clas Gille       | ---        | O          | O          | XXO        | XXO        | XXX        | 3.60         |       |       |       |       |       |       |       |       |       |         |
| 15      | Fernand Gonder   | XO         | XO         | O          | O          | XXX        | ---        | 3.50         |       |       |       |       |       |       |       |       |       |         |
| 16      | Ulrich Baasch    | O          | O          | O          | XXX        | ---        | ---        | 3.40         |       |       |       |       |       |       |       |       |       |         |
| 16      | Fritz Vikke      | O          | O          | O          | XXX        | ---        | ---        | 3.40         |       |       |       |       |       |       |       |       |       |         |
| 18      | Magnus Nilsson   | ---        | O          | XXX        | ---        | ---        | ---        | 3.20         |       |       |       |       |       |       |       |       |       |         |
| 18      | Hugo Svensson    | O          | O          | XXX        | ---        | ---        | ---        | 3.20         |       |       |       |       |       |       |       |       |       |         |
| 18      | Sander Santesson | XO         | O          | XXX        | ---        | ---        | ---        | 3.20         |       |       |       |       |       |       |       |       |       |         |
| 18      | Viktor Franzl    | XXO        | O          | XXX        | ---        | ---        | ---        | 3.20         |       |       |       |       |       |       |       |       |       |         |
| 18      | Georgios Banikas | XO         | XO         | XXX        | ---        | ---        | ---        | 3.20         |       |       |       |       |       |       |       |       |       |         |
| 23      | Jindřich Jirsák  | O          | XXX        | ---        | ---        | ---        | ---        | 3.00         |       |       |       |       |       |       |       |       |       |         |
| 23      | Manlio Legat     | O          | XXX        | ---        | ---        | ---        | ---        | 3.00         |       |       |       |       |       |       |       |       |       |         |
| -       | Johann Martin    | XXX        | ---        | ---        | ---        | ---        | ---        | Nie mierzono |       |       |       |       |       |       |       |       |       |         |

|  |  |  |  |